# Spiralgeflecht (Maschendraht)
Spiralgeflecht ist ein Werkstoff, bei welchem Drähte verbogen und ineinander geschlauft werden. Es gibt verschiedene Spiralgeflechtsformen. Spiralgeflechte sind auch unter dem Namen Weitspiralgeflechtsgurte oder Rund- und Flachdrahtgliedergurte bekannt.
Spiralgeflechte werden in der Regel aus Metall produziert, Edelstahl, Stahl verzinkt oder auch Aluminium.

## Eigenschaften
Neben der Anwendung in der Industrie werden Spiralgeflechte zunehmend auch in Architektur und Design, sowohl im Innen- und Außenbereich, eingesetzt.
Gewisse Edelstahlgeflechte können bis zu 8000 mm Breite und praktisch unbegrenzten Längen nahtlos hergestellt werden.
Zur Beschreibung eines Spiralgeflecht dienen folgende Angaben zu der Maschengröße: Maschenlänge, Maschenbreite, Spiraldrahtdicke, Querdrahtdicke. Bei heute produzierten Spiralgeflechte kann die Maschengröße von ca. 5 mm bis 60 mm produziert werden.

## Herstellung
Die Drähte werden vorab einzeln gebogen und in die Spiralform gebracht. Danach werden diese einzelnen Drähte ineinander gewoben, damit die Spiralmasche entsteht. Dieser Webmechanismus erfolgt maschinell vollautomatisch. Nach diesem Vorgang werden die Enden miteinander verschweißt oder verbogen.

## Anwendungen
- Fassadenverkleidungen
- Treppenauge- und Treppenturmverkleidungen
- Geländerverkleidungen
- Wandverkleidungen
- Liftverkleidungen
- sonstige Architektur und Innenausbau